# Wszystko gra (film 2005)

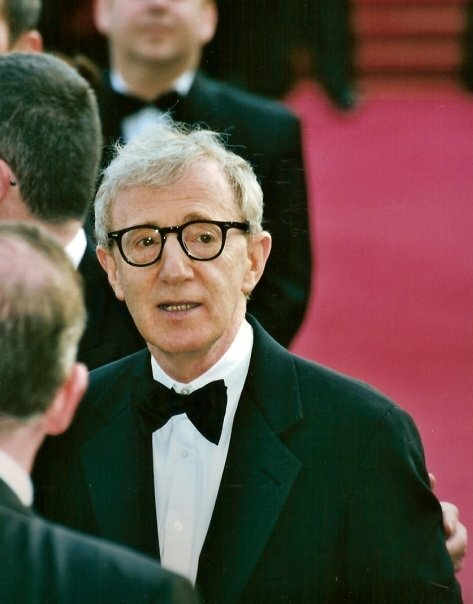
Woody Allen na festiwalu w Cannes (2005)

Wszystko gra (ang. Match Point) – brytyjsko-amerykański thriller psychologiczny z 2005 roku w reżyserii Woody’ego Allena.

## Opis fabuły
Film rozpoczyna się, kiedy Chris Wilton, irlandzki utalentowany ekstenisista, zatrudnia się jako nauczyciel w elitarnym londyńskim klubie tenisowym. Jednym z jego uczniów jest Tom Hewett, młody mężczyzna z bogatej rodziny.
Pewnego dnia Tom zaprasza Chrisa do opery, którą obaj bardzo lubią. Chris poznaje tam jego siostrę Chloe. Wkrótce zaczynają się spotykać, a dziewczyna załatwia mu dobrze płatną pracę w jednej z firm swojego ojca.
Na jednym z przyjęć rodzinnych Chris poznaje narzeczoną Toma. To piękna Amerykanka Nola Rice, niespełniona aktorka, wciąż bez skutku chodząca na przesłuchania. Kiedy razem z Chloe spotykają się z parą, Chris jest coraz bardziej oczarowany Nolą. Mają romans.
Kiedy Tommy rozstaje się z Nolą, ponieważ poznał inną kobietę, z czego bardzo cieszy się jego matka, kobieta wyjeżdża z Londynu. Chris próbuje bezskutecznie ją znaleźć.
Pewnego razu w jednej z galerii Chris przypadkiem spotyka Nolę. Choć jest już żonaty, przekonuje ją, żeby dała mu swój numer telefonu. Tak na nowo rozpoczyna się ich romans. Mężczyzna zapewnia ją, że jest znudzony życiem ze swoją żoną, która nie może zajść w ciążę i chce od niej odejść, ale niestety nie umie jej o tym powiedzieć. Kiedy Nola zachodzi w ciążę, Chris wpada w panikę. Proponuje jej aborcję, ale ona chce urodzić to dziecko i bardzo nalega na Chrisa, aby powiedział żonie prawdę o romansie. Jednak on nie potrafi zrezygnować ze stałej pracy w firmie swego teścia i zostawić żony. Przy Noli nie widzi on dla siebie żadnej przyszłości.
Chris bierze strzelbę teścia i idzie do mieszkania Noli, lecz najpierw wstępuje do sąsiadki. Zabija ją za pomocą strzelby, robi bałagan i kradnie trochę biżuterii z jej domu, by upozorować włamanie. Następnie zabija Nolę, wchodzącą do domu. Wszystko wygląda jakby zginęła ona przypadkiem. Choć męczą go wyrzuty sumienia, kłamie na policji. Mężczyzna wyrzuca biżuterię do Tamizy, ale jedna z obrączek nie wpada do rzeki – zostaje znaleziona przez przypadkowego narkomana. Po jego śmierci, obrączka ma być dowodem dla policji, iż to on zamordował kobiety. Chris nie ponosi żadnych konsekwencji, wierząc, że w życiu najważniejsze jest szczęście. Film kończy się, kiedy to on i Chloe przywożą swojego nowo narodzonego synka do domu.

## Obsada
- Scarlett Johansson – Nola Rice
- Jonathan Rhys-Meyers – Christopher Wilton
- Emily Mortimer – Chloe Hewett Wilton
- Matthew Goode – Tom Hewett
- Penelope Wilton – Eleanor Hewett
- James Nesbitt – detektyw Mike Banner
- Brian Cox – Alec Hewett

## Nominacje
Amerykańska Akademia Sztuki i Wiedzy Filmowej – Oscar
- nominacja: Najlepszy scenariusz oryginalny – Woody Allen

Hollywoodzkie Stowarzyszenie Prasy Zagranicznej – Złote Globy 2004
- nominacja: Najlepszy dramat
- nominacja: Najlepsza aktorka drugoplanowa – Scarlett Johansson
- nominacja: Najlepszy reżyser – Woody Allen
- nominacja: Najlepszy scenariusz – Woody Allen

Francuska Akademia Sztuki i Techniki Filmowej – Cezar
- nominacja: Najlepszy film zagraniczny – Woody Allen

## Box office
| Świat | US$ 85,306,374 |